# Ham-sur-Heure
Ham-sur-Heure is een dorp in de Belgische provincie Henegouwen, en een deelgemeente van de Waalse gemeente Ham-sur-Heure-Nalinnes.
Ham-sur-Heure was een zelfstandige gemeente, tot die bij de gemeentelijke herindeling van 1977 toegevoegd werd aan de gemeente Ham-sur-Heure-Nalinnes.

## Demografische ontwikkeling
- Bronnen:NIS, Opm:1831 tot en met 1970=volkstellingen, 1976= inwoneraantal op 31 december

## Bezienswaardigheden
In Ham-sur-Heure vindt op de zondag na 15 augustus de Marche Saint-Roch plaats. Dit is een van de vijftien folkloristische stoeten van de Marches de l'Entre-Sambre-et-Meuse die in 2012 door UNESCO opgenomen zijn als werelderfgoed op de Representatieve lijst van het immaterieel cultureel erfgoed van de mensheid.

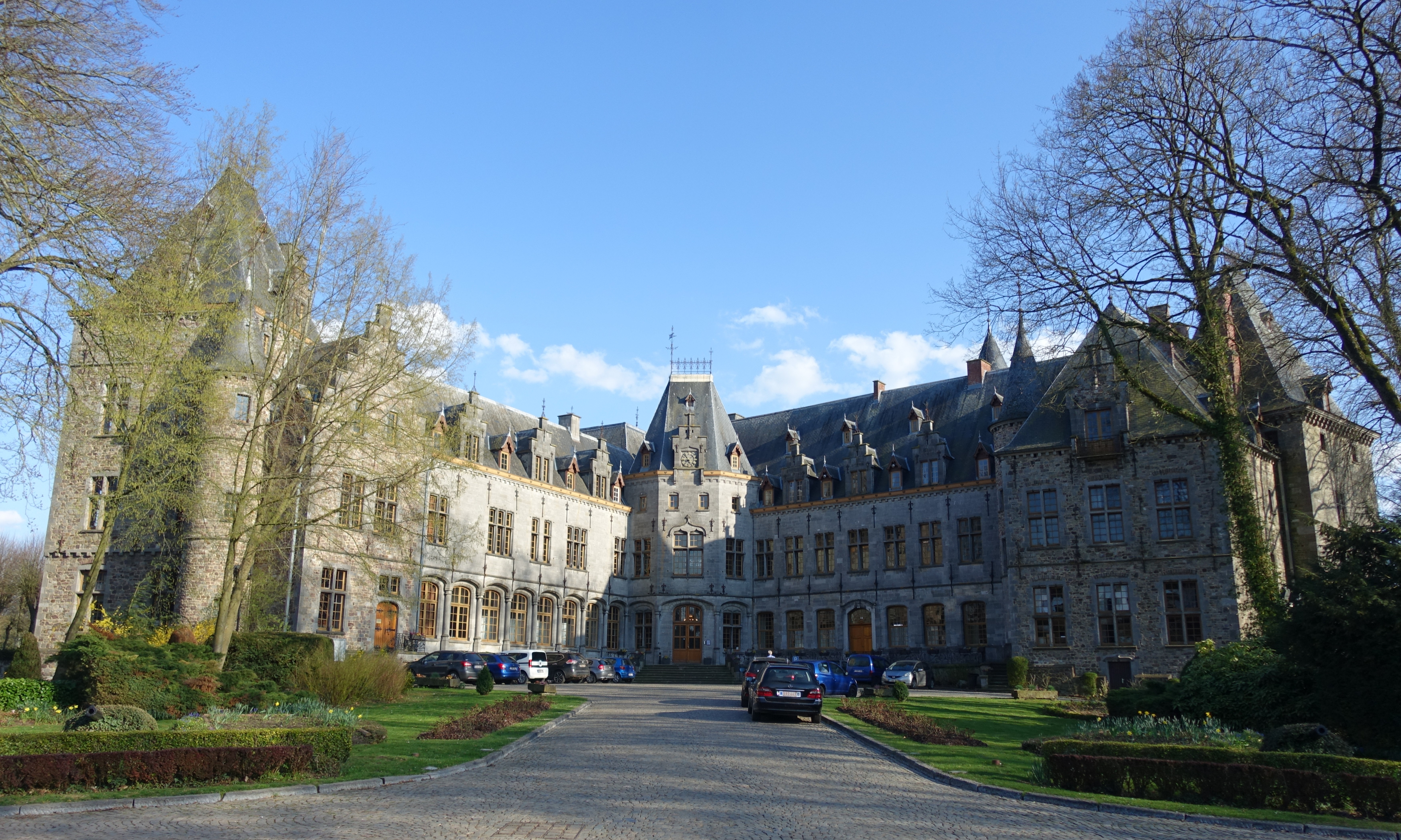
Kasteel (15de eeuw)
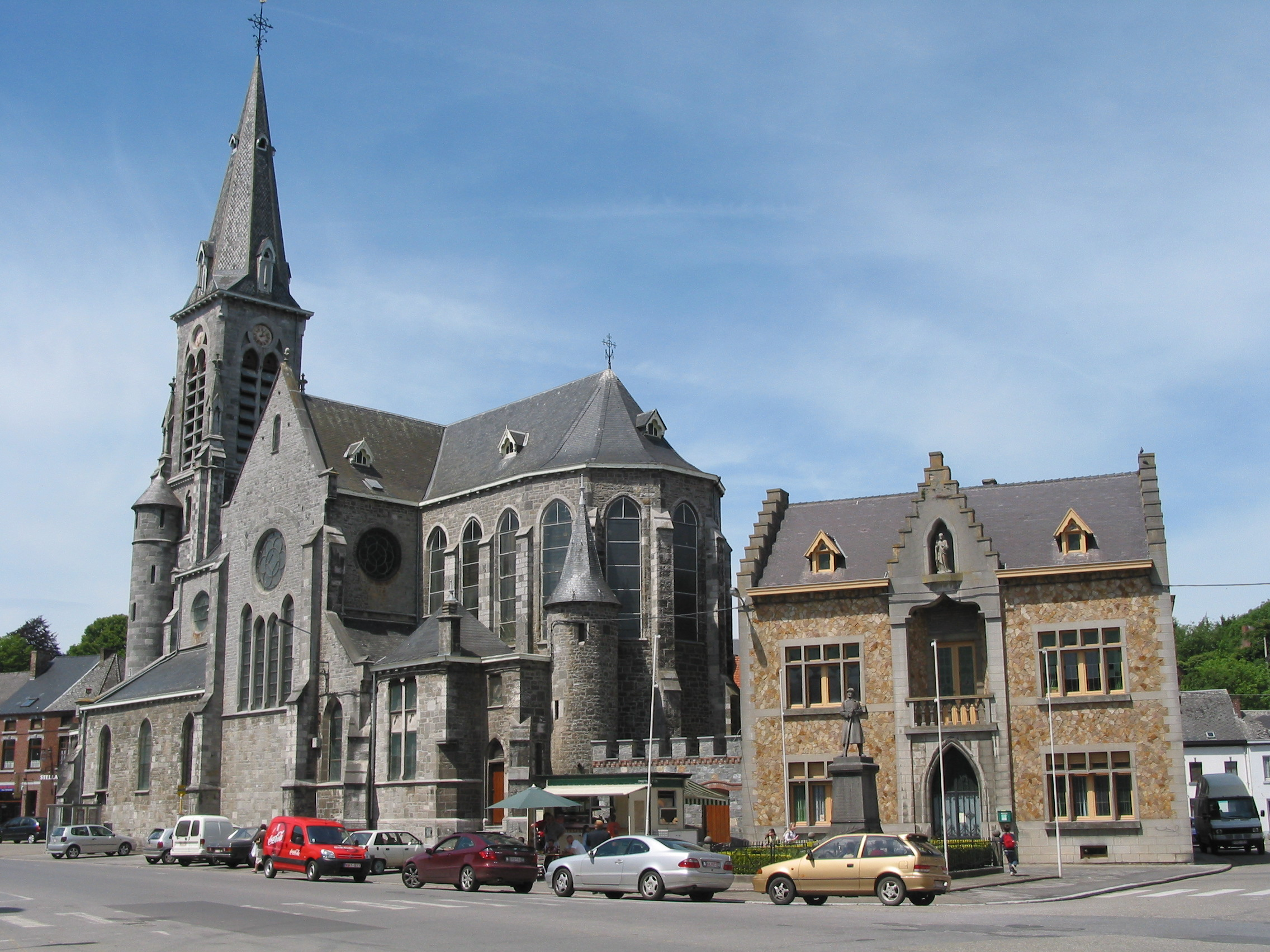
De Sint-Martinuskerk
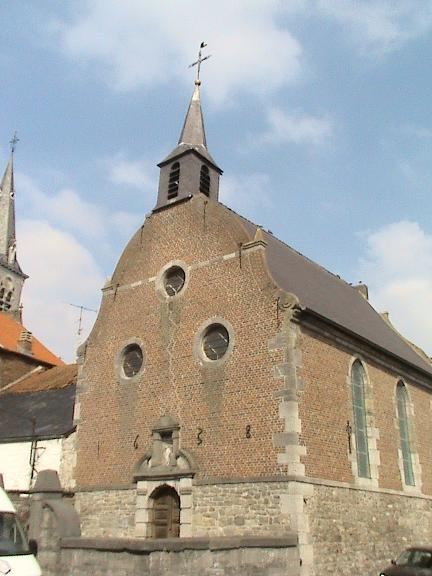
Kapel Sint-Rochus (1638)
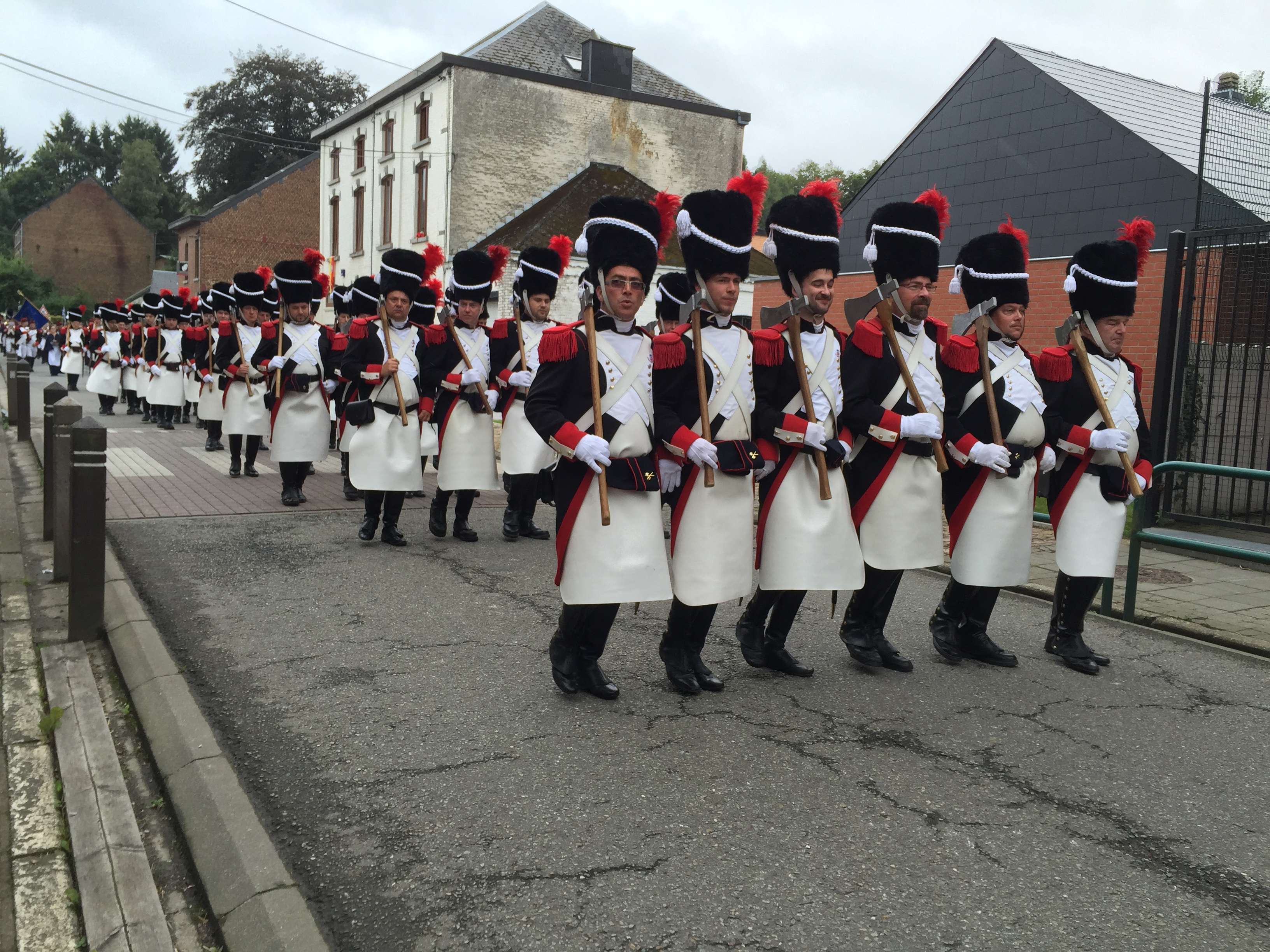
Marche Saint-Roch